# Episodi di Trackdown (seconda stagione)
La seconda stagione della serie televisiva Trackdown è stata trasmessa in anteprima negli Stati Uniti d'America dalla CBS tra il 5 settembre 1958 e il 23 settembre 1959.
| nº | Titolo originale         | Titolo italiano | Prima TV USA      | Prima TV Italia |
| -- | ------------------------ | --------------- | ----------------- | --------------- |
| 1  | Killer Take All          |                 | 5 settembre 1958  |                 |
| 2  | Outlaw's Wife            |                 | 12 settembre 1958 |                 |
| 3  | Chinese Cowboy           |                 | 19 settembre 1958 |                 |
| 4  | The Set Up               |                 | 26 settembre 1958 |                 |
| 5  | A Stone for Benny French |                 | 3 ottobre 1958    |                 |
| 6  | Trapped                  |                 | 10 ottobre 1958   |                 |
| 7  | Matter of Justice        |                 | 17 ottobre 1958   |                 |
| 8  | Tenner Smith             |                 | 24 ottobre 1958   |                 |
| 9  | The Avenger              |                 | 31 ottobre 1958   |                 |
| 10 | The Schoolteacher        |                 | 7 novembre 1958   |                 |
| 11 | Deadly Decoy             |                 | 14 novembre 1958  |                 |
| 12 | Sunday's Child           |                 | 21 novembre 1958  |                 |
| 13 | Day of Vengeance         |                 | 28 novembre 1958  |                 |
| 14 | Three-Legged Fox         |                 | 5 dicembre 1958   |                 |
| 15 | The Kid                  |                 | 12 dicembre 1958  |                 |
| 16 | Guilt                    |                 | 19 dicembre 1958  |                 |
| 17 | Every Man a Witness      |                 | 26 dicembre 1958  |                 |
| 18 | McCallin's Daughter      |                 | 2 gennaio 1959    |                 |
| 19 | Bad Judgment             |                 | 28 gennaio 1959   |                 |
| 20 | Terror                   |                 | 4 febbraio 1959   |                 |
| 21 | The Feud                 |                 | 11 febbraio 1959  |                 |
| 22 | The Samaritan            |                 | 18 febbraio 1959  |                 |
| 23 | The Gang                 |                 | 25 febbraio 1959  |                 |
| 24 | The Threat               |                 | 4 marzo 1959      |                 |
| 25 | Hard Lines               |                 | 11 marzo 1959     |                 |
| 26 | Fear                     |                 | 18 marzo 1959     |                 |
| 27 | Stranger in Town         |                 | 25 marzo 1959     |                 |
| 28 | The Protector            |                 | 1º aprile 1959    |                 |
| 29 | False Witness            |                 | 8 aprile 1959     |                 |
| 30 | The Trick                |                 | 15 aprile 1959    |                 |
| 31 | The Eyes of Jerry Kelso  |                 | 22 aprile 1959    |                 |
| 32 | Gift Horse               |                 | 29 aprile 1959    |                 |
| 33 | The Vote                 |                 | 6 maggio 1959     |                 |
| 34 | The Unwanted             |                 | 13 maggio 1959    |                 |
| 35 | Toss Up                  |                 | 20 maggio 1959    |                 |
| 36 | Inquest                  |                 | 2 settembre 1959  |                 |
| 37 | Back to Crawford         |                 | 9 settembre 1959  |                 |
| 38 | Blind Alley              |                 | 16 settembre 1959 |                 |
| 39 | Quiet Night in Porter    |                 | 23 settembre 1959 |                 |